# 北口榛花
北口 榛花（きたぐち はるか、1998年〈平成10年〉3月16日 - ）は、日本の女子陸上競技選手。専門種目はやり投。JAL所属。パリオリンピック金メダリスト。
やり投の女子日本記録保持者。オリンピック及び世界陸上競技選手権の陸上女子フィールド種目における日本人唯一のメダル獲得者。

## 来歴
北海道旭川市生まれ。3歳の時に水泳を始め、北海道教育大学附属旭川小学校時代には全国小学生バドミントン選手権大会で団体優勝を飾った（山口茜との対戦経験もある）。北海道教育大学附属旭川中学校時代までは競泳とバドミントンの二足のわらじであり、競泳では全国大会にも出場した。北海道旭川東高等学校進学とともにクラブ顧問の松橋昌巳（現：北翔大学コーチ）に誘われて陸上競技を始める。やり投を始めてわずか2か月で北海道大会を制覇し、2年生の時には全国高等学校総合体育大会陸上競技大会で優勝した。

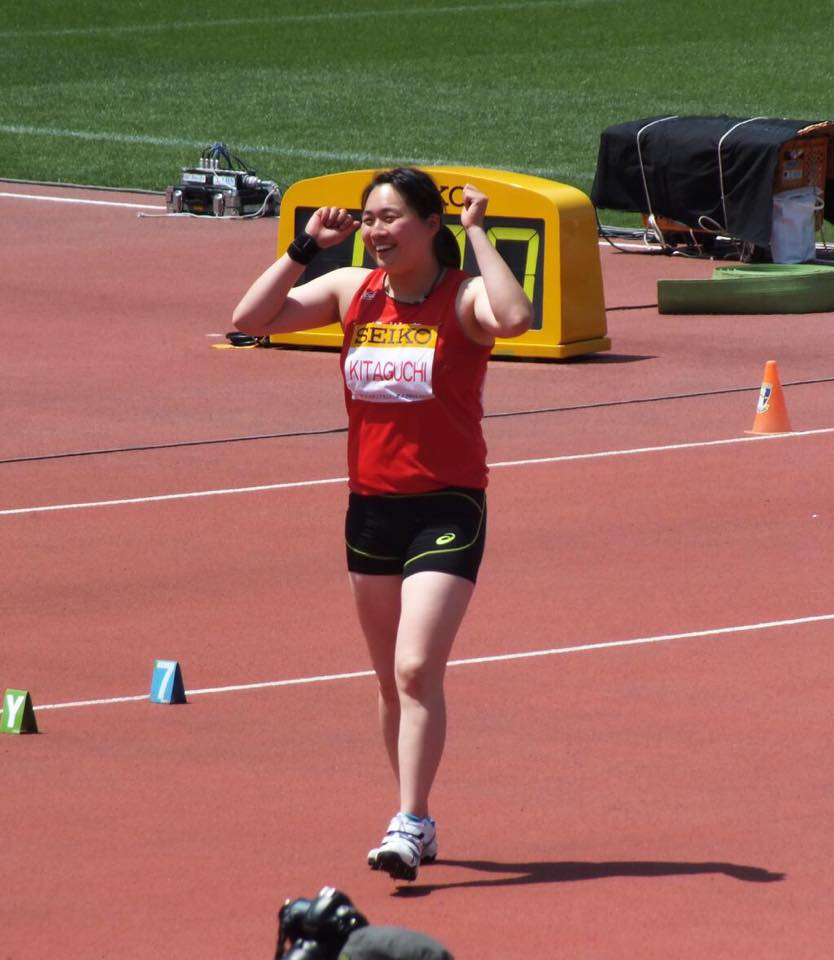
セイコーゴールデングランプリ陸上2015

2015年1月には、2020年東京オリンピック代表選手候補に期待される日本陸上競技連盟の「ダイヤモンドアスリート」に認定された。2015年7月、コロンビアのカリで開催された第9回世界ユース陸上競技選手権大会では女子主将をつとめ、女子やり投（500g）で60m35を投げて金メダルを獲得した。
2016年4月、日本大学スポーツ科学部競技スポーツ学科に入学。大学生として迎えた同年5月8日のゴールデングランプリ川崎（川崎市 等々力陸上競技場）では、日本歴代2位となる61m38を記録して3位。6月の日本選手権直前に右肘靱帯を損傷するも、翌年には痛みがなくなるまで回復した。
2017年9月の第86回日本学生陸上競技対校選手権大会（福井運動公園陸上競技場）では、最終6投目で60m49を投げて大会新記録を樹立して優勝した。
コーチがいない状態が続いていたが、2018年11月、フィンランドでのやり投の国際講習会の際にチェコのジュニアコーチをしていたデイビッド・セケラックの指導方法に興味を持ち、英語が不慣れながらもメールなどで交渉。熱意が通じ、2019年2月から1か月間、単身チェコへ渡って指導を受けた。以降もセケラックから指導を受けるため、北口はチェコ語を勉強している。
2019年5月の第6回木南道孝記念陸上競技大会（ヤンマースタジアム長居）では、4投目に63m58を投げて日本歴代2位を記録すると、続く5投目には海老原有希が保持していた63m80を50cmも更新する日本新記録・アジア歴代5位となる64m36を投げて優勝した。この記録でオリンピック参加標準記録である64m00を突破した。同年6月の日本選手権では大会記録を更新する63m68を投げ、初優勝を飾った。秋には世界選手権に出場するも、ここではわずか6cm差で予選落ちに終わった。10月の北九州陸上カーニバル（北九州市立本城陸上競技場）で66m00を投げ日本記録を更新した。
2020年4月、日本航空に入社。同年の日本選手権ではコロナ禍の調整不足もあって連覇を果たせず、優勝を佐藤友佳に譲った。しかし、東京オリンピック代表の最終選考会を兼ねた翌年の日本選手権では、61m49を投げて2年ぶりに優勝し、日本代表に内定した。
2021年8月3日、東京オリンピックの陸上競技・女子やり投予選の1投目で62m06を記録し、6位で決勝進出を決める。オリンピックでの女子日本選手による60m超えの投てきは北口が初めて記録したものであり、同種目の日本選手決勝進出は1964年の東京オリンピックの佐藤弘子、片山美佐子以来57年ぶりの快挙であった。また、好記録を出したことによって、笑顔で走りながら飛び跳ねて大喜びする様を見せ、「こちらも笑顔になる」「チャーミング」などとSNS上で反響を呼んだ。しかし、予選終了後から左脇腹に痛みが出て練習もままならず、痛みを押して6日の決勝に出場するも55m42の記録で12人中12位。佐藤以来の入賞とはならず、決勝後は笑顔の代わりに涙を見せた。
2022年6月18日、万達ダイヤモンドリーグ第7戦「Meeting Paris」女子やり投にて優勝した。ダイヤモンドリーグでの優勝は日本史上初の快挙である。
2022年7月21日に行われたオレゴン世界選手権大会で女子やり投予選Bグループに登場した北口は1投目に64m32の大投てきを見せ全体トップで決勝進出を果たすと、続く22日の決勝では最終投てきで63m27を投げて第3位に入り、日本の陸上女子フィールド種目で戦前戦後を通してオリンピック・世界選手権で史上初となる銅メダルを獲得した。
さらに、翌年の2023年8月23日に行われたブダペスト世界選手権大会では、女子やり投予選Aグループに登場し、2投目に63m27を投げて第2位で決勝に進出すると、8月26日の決勝の最終投てきで66m73の大投てきを見せ、日本の陸上女子フィールド種目でオリンピック・世界選手権を通して史上初となる金メダルを獲得したと同時に、昨年のオレゴン大会の銅メダルに続き、2大会連続メダルを獲得した。世界陸上で2大会連続でメダルを獲得したのは、男子ではハンマー投・室伏広治、20km競歩・山西利和、4×100m・桐生祥秀&多田修平、35km競歩・川野将虎に次ぐ、6人目かつ女子では史上初となった。同年9月17日、ダイヤモンドリーグファイナルで63m78で優勝した。日本勢がDLファイナルを制すのは初めてで、この種目としてはアジアでも初の快挙。
また北口は2023年世界選手権の優勝で日本陸上競技連盟（JAAF）の規定により2024年パリオリンピック日本代表選手に内定した。
2024年6月22日、フィンランドで行われたクオルタネゲームズで2023年9月のダイヤモンドリーグブリュッセル大会以来、6試合ぶりの64メートル超えとなる今季ベストの64メートル28をマークするも2位となり、2023年7月から続いていた連勝が11でストップするが、6月28日、日本選手権で62メートル87をマークし、2年ぶり4度目の優勝。同年7月12日、ダイヤモンドリーグ第9戦モナコ大会で1投目にシーズンベストとなる64m63をマークし1投目の記録としては自己最高となるが2位で最終6投目に今季自己最高となる65m21を投げて逆転優勝。ダイヤモンドリーグは昨年のファイナルも含めて通算8勝目。初出場・初優勝の2022年パリ大会以降、一度もトップ3から外れていないという驚異的な成績を残し、今季DLも4月の蘇州大会に続いて2連勝となった。
2024年7月16日、森永製菓株式会社とのサポート契約を締結した。
2024年のパリオリンピック・女子やり投では、8月7日の予選を1投目に通過ラインの62mを超える62m58をマークして余裕の通過。8月10日の決勝にて1投目で65m80をマークすると、ライバルが誰も北口の1投目を超えられず、自身の最終6投前に戴冠が決定し、金メダルを獲得した。オリンピックの陸上競技においての日本人による金メダル獲得は2004年アテネオリンピックの室伏広治（男子ハンマー投げ）と野口みずき（女子マラソン）以来5大会ぶり、マラソン以外での陸上女子種目では史上初となった。同オリンピックの閉会式では半井重幸（ブレイキン競技）とともに旗手を務めた。

## エピソード
父はアートホテル旭川で製菓料理長を務めるパティシエで、娘が誕生した際、先に決めた「はるか」の読みに合う字を探し、ヘーゼルナッツを指す「榛（ハシバミ）」の字を使い「榛花」と名付けた。
2019年に66m00を投げ日本記録を更新した際には、父が名前の由来となったヘーゼルナッツを使ったケーキを作り祝っている。
母は女子バスケットボールの強豪である実業団の共同石油（現・ENEOSサンフラワーズ）の選手だった。
プライベートで観戦に訪れるほどのバスケットボール女子日本リーグ「Wリーグ」の大ファンで、特に母の古巣チームでもあるENEOSサンフラワーズを応援し、中学生の頃から試合では必ずサンフラワーズのタオルを使っている。2022年10月には「Wリーグ」の開幕戦トヨタ自動車アンテロープス対ENEOSサンフラワーズ戦（代々木第二体育館）にゲストとして招かれ、試合前のTIP OFFセレモニーに登場した。
甘党で、好物はカステラや大福。パリオリンピックの女子やり投決勝の際にも、カステラでエネルギーを補充する場面が見られた。
クイズ番組が好きで、QuizKnockの人気企画「朝からそれ正解!」の「『や』で始まる参考になるものといえば?」のお題で「やり投」という答えが出たことに感動し、「ほんとに感動です。ありがとうございます。」とツイートしている。
元タカラジェンヌで女優の潤花とは幼稚園時代からの友人である。
日本語・英語・チェコ語の3か国語を操る語学力を持つ。特に日本人には習得が難しいと言われるチェコ語は、前述（「来歴」参照）の理由により勉強を始めたが、数年後には流暢なチェコ語でメディア対応出来るほど習熟している。
パリ五輪で金メダル獲得後の記者会見で、「ひとつ心残りがあるとすれば名言が残せなかったこと。疲れているのもあって、言語が混ざりすぎて言えなかったのが残念です。でも、世界中の人々が集まって競技できたことが幸せでした」と語った。この中の「名言が残せなかった」という言葉がクローズアップされ、2024年の新語・流行語大賞にノミネート、トップテンに選出された。ノミネート時には取材に対し「なにも流行っていない言葉がノミネートされて。ニュースで知ったんですけど『どうしたんだろう？』というのが本当の気持ち」と語り、授賞式でも「テレビでは報道されていない会場で言ったこの言葉がノミネートされたことにとても驚いていますし…ここまできちゃったのがビックリしてます」と驚きを口にしている。

## 自己ベスト
| 種目           | 記録  | 年月日        | 場所         | 備考     |
| -------------- | ----- | ------------- | ------------ | -------- |
| やり投         | 67m38 | 2023年9月8日  | ブリュッセル | 日本記録 |
| やり投（500g） | 60m35 | 2015年7月16日 | カリ         |          |
| 砲丸投         | 14m20 | 2015年5月5日  | 旭川市       |          |
| 円盤投         | 40m93 | 2015年9月5日  | 旭川市       |          |

## 主な競技会での記録
やり投
- 第67回全国高等学校総合体育大会（山梨）（600g）52m16 優勝（2014年7月31日）
- 第8回日本ユース選手権大会（愛知瑞穂）（600g）52ｍ16 優勝（2014年10月3日）
- 第69回国民体育大会（長崎）（600g）53m15　優勝（2014年10月21日）
- 第9回世界ユース陸上競技選手権大会（コロンビア カリ）（500g）60m35 優勝（2015年7月16日）
- 第68回全国高等学校総合体育大会（和歌山）（600g）56m59 優勝（2015年7月30日）
- 第70回国民体育大会（和歌山）（600g）57ｍ02 大会新 優勝（2015年10月4日）
- 第31回日本ジュニア陸上競技選手権大会（愛知瑞穂）（600g）58m90 大会新・日本高校新 優勝（2015年10月16日）
- 第86回日本学生陸上競技対校選手権大会（福井県営）（600g）60m49 大会新 優勝（2017年9月8日）
- 第72回国民体育大会（愛媛）（600g）61ｍ07 大会新 優勝（2017年10月8日）
- 第87回日本学生陸上競技対校選手権大会（神奈川）（600g）60m48 優勝（2018年9月8日）
- 第73回国民体育大会（福井）（600g）58ｍ83 優勝（2018年10月7日）
- 第41回北九州陸上カーニバル（福岡）（600g）66m00 優勝（2019年10月27日）
- 第18回世界陸上競技選手権大会（オレゴン）63m27 第3位（2022年7月23日）
- 第19回世界陸上競技選手権大会（ブダペスト）66m73 優勝（2023年8月26日）
- 2023年ダイヤモンドリーグファイナル（オレゴン州ユージン）63m78 優勝（2023年9月17日）
- 2024年パリオリンピック（パリ） 65m80 優勝（2024年8月10日）
- 2024年ダイヤモンドリーグファイナル（ベルギー ブリュッセル）66m13 優勝（2024年9月14日）

砲丸投
- 第67回全国高等学校総合体育大会（山梨）12m20（2014年8月3日）
- 第69回国民体育大会（長崎）13m02（2014年10月20日）
- 第68回全国高等学校総合体育大会（和歌山）13m46（2015年8月2日）

## 受賞
2015年
- 日本陸連アスレティック・アワード2015 - 新人賞（記者クラブ選出）[44]

2019年
- 第39回（令和元年）旭川観光顕功賞[45]

2022年
- 令和4年度 旭川市スポーツ協会表彰 - スポーツ特別賞・スポーツ協会会長賞[46]
- 令和4年度 ゆうもあ大賞[47]

2023年
- 令和4年度JOCスポーツ賞 - 特別功労賞
- 令和5年度 旭川市スポーツ協会表彰 - スポーツ特別賞・スポーツ協会会長賞[48][49]
- 日本陸連アスレティックス・アワード2023 - アスリート・オブ・ザ・イヤー[50][51][52]
- 2023年度 第53回 内閣総理大臣杯日本プロスポーツ大賞 - 殊勲賞[53][54][55]・NHK賞[53][55] ※陸上選手としては全賞を通じて初めての選出[56]

2024年

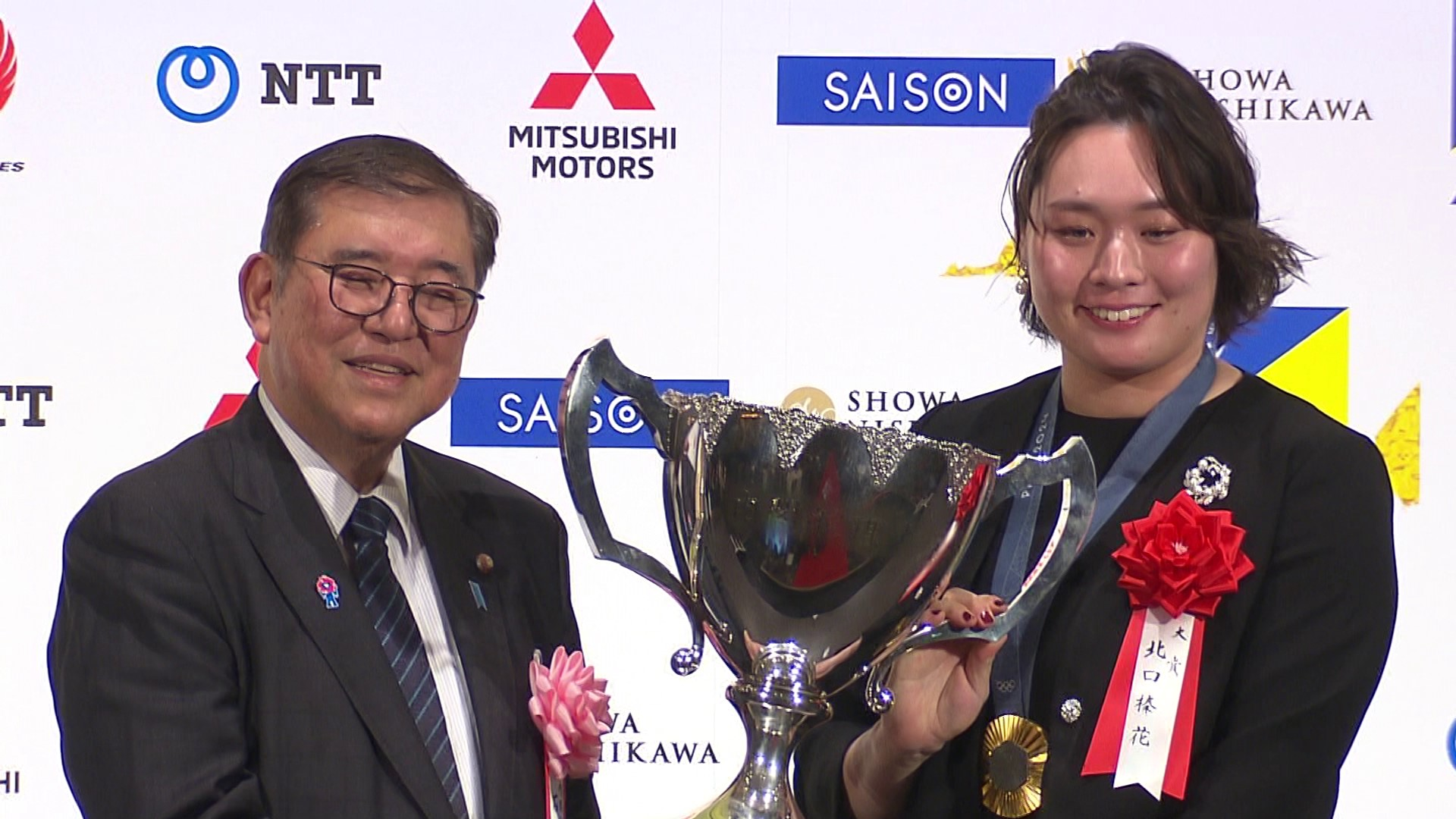
第54回内閣総理大臣杯日本プロスポーツ大賞授与式典

- 第4回SDGsジャパンスカラシップ岩佐賞 - 特別賞[57][58]
- 令和5年度JOCスポーツ賞 - 最優秀賞[59][60]
- 紫綬褒章[61][62]
- GQ MEN OF THE YEAR 2024 ベスト・アスリート賞[63]
- LINE NEWS AWARDS 2024 アスリート部門[64]
- 2024ユーキャン新語・流行語大賞 - ベストテン「名言が残せなかった」[65]
- 2024年度 第54回 内閣総理大臣杯日本プロスポーツ大賞 - 大賞[66]
- 第21回タニタ健康大賞[67]
- 2024年度 実業団陸上 of The Year - Athlete of The Year 賞[68]
- 2024年 米山稔賞[69]

## テレビ番組
- 第74回NHK紅白歌合戦（2023年12月31日、NHK総合・ラジオ第1） - ゲスト審査員
- クローズアップ現代 一投にかける思い 世界一の“ビッグスロー”へ 女子やり投げ・北口榛花の闘い（2024年7月24日、NHK総合）[70]。